# بودن وايت
بودن وايت (بالإنجليزية: Bowden Wyatt)‏ هو لاعب كرة قدم أمريكية أمريكي، ولد في 4 أكتوبر 1917 في كينغستون في الولايات المتحدة، وتوفي في 21 يناير 1969.

## وصلات خارجية
- بودن وايت على موقع قاعة تينيسي للمشاهير الرياضية (الإنجليزية)